# French Open-mesterskabet i damedouble 2020
French Open-mesterskabet i damedouble 2020 var den 103. turnering om French Open-mesterskabet i damedouble. Turneringen var en del af French Open 2020 og blev spillet i Stade Roland Garros i Paris, Frankrig i perioden 30. september - 11. oktober 2020 med deltagelse af 64 par.
Mesterskabet blev vundet af Tímea Babos og Kristina Mladenovic, der dermed vandt French Open-mesterskabet i damedouble for andet år i træk, og de blev dermed det første par, der med held forsvarende deres French Open-titel, siden Anabel Medina Garrigues og Virginia Ruano Pascual triumferede i 2008 og 2009. Det var Babos og Mladenovic' fjerde grand slam-titel som makkere, idet de ud over de to French Open-mesterskaber også havde sejret to gange ved Australian Open. For Mladenovic var triumfen karrierens syvende grand slam-titel, idet hun tidligere havde vundet French Open 2016 sammen med Caroline Garcia samt to mixed double-titler, mens Babos' eneste grand slam-titler indtil da havde været titlerne vundet sammen med Mladenovic. Kristina Mladenoic blev den tredje franske kvinde i den åbne æra med (mindst) tre French Open-titler i damedouble.
Den andenseedede ungarsk-franske duo vandt i finalen på en time og 33 minutter med 6-4, 7-5 over de 14.-seedede Alexa Guarachi og Desirae Krawczyk, som begge var i en grand slam-finale for første gang. Guarachi og Krawczyk havde i 2018 spillet tre turneringer sammen, men de havde genoptaget deres makkerskab i august 2020, da WTA Tour blev genoptaget efter COVID-19-pausen. Alexa Guarachi var den blot anden chilenske kvinde i en grand slam-finale og den første i den åbne æra.
Jana Sizikova og Madison Brengle tabte i første runde til Andreea Mitu og Patricia Maria Țig med 6-7, 4-6. Kampen blev efterfølgende genstand for politiets opmærksomhed, eftersom Sizikova blev mistænkt for med vilje at have sørget for, at parret tabte femte parti i andet sæt, samtidig med at flere spiludbydere meldte om udsædvanligt høje indsatser – angiveligt flere hundrede tusinde euro – på, at parret vill tabe netop det parti. Videooptagelser af partiet viste, at Sizikova begik to klare dobbeltfejl og yderligere en mistænkelig fejl i partiet, som parret tabte rent. Da Sizikova året efter stillede op til mesterskabet med Jekaterina Aleksandrova som makker, blev hun kort efter parrets nederlag i første runde anholdt af politiet, og samtidig blev hendes hotelværelse ransaget.

## Pengepræmier og ranglistepoint
Den samlede præmiesum til spillerne i damedouble androg € 2.156.438 (ekskl. per diem), hvilket var et fald på 15,6 % i forhold til året før.
| Resultat               | Pengepræmier | Pengepræmier | Ændring ift. 2019 | WTA-point |
| Resultat               | Pr. par      | Total        | Ændring ift. 2019 | WTA-point |
| ---------------------- | ------------ | ------------ | ----------------- | --------- |
| Vindere (1)            | € 319.652    | € 319.652    | −44,9 %           | 2.000     |
| Finalister (1)         | € 188.030    | € 188.030    | −35,2 %           | 1.300     |
| Semifinalister (2)     | € 110.606    | € 221.212    | −24,2 %           | 780       |
| Kvartfinalister (4)    | € 65.062     | € 260.248    | −18,2 %           | 430       |
| Tabere i 3. runde (8)  | € 38.272     | € 306.176    | −9,9 %            | 240       |
| Tabere i 2. runde (16) | € 23.920     | € 382.720    | +4,0 %            | 130       |
| Tabere i 1. runde (32) | € 14.950     | € 478.400    | +30,0 %           | 0         |
| Samlet præmiesum       | -            | € 2.156.438  | −15,6 %           | -         |

## Turnering

### Deltagere
Turneringen havde deltagelse af 64 par, der var fordelt på:
- 57 direkte kvalificerede par i form af deres ranglisteplacering.
- 7 par, der havde modtaget et wildcard.

#### Seedede par
De 16 bedst placerede af parrene på WTA's verdensrangliste blev seedet:
| Seedning | Rang. | Spiller                               | Resultat        |
| -------- | ----- | ------------------------------------- | --------------- |
| 1        | 3     | Hsieh Su-Wei Barbora Strýcová         | Tredje runde    |
| 2        | 7     | Tímea Babos Kristina Mladenovic       | Mestre          |
| 3        | 11    | Elise Mertens Aryna Sabalenka         | Anden runde     |
| 4        | 19    | Barbora Krejčíková Kateřina Siniaková | Semifinaler     |
| 5        | 27    | Gabriela Dabrowski Jeļena Ostapenko   | Tredje runde    |
| 6        | 28    | Květa Peschke Demi Schuurs            | Tredje runde    |
| 7        | 46    | Shuko Aoyama Ena Shibahara            | Kvartfinalister |
| 8        | 48    | Veronika Kudermetova Zhang Shuai      | Tredje runde    |
| 9        | 53    | Sofia Kenin Bethanie Mattek-Sands     | Kvartfinalister |
| 10       | 64    | Hayley Carter Luisa Stefani           | Tredje runde    |
| 11       | 65    | Lucie Hradecká Andreja Klepač         | Første runde    |
| 12       | 77    | Laura Siegemund Vera Zvonarjova       | Anden runde     |
| 13       | 81    | Viktória Kužmová Kristýna Plíšková    | Tredje runde    |
| 14       | 83    | Alexa Guarachi Desirae Krawczyk       | Finalister      |
| 15       | 88    | Ljudmyla Kitjenok Nadiia Kitjenok     | Første runde    |
| 16       | 97    | Cori Gauff Caty McNally               | Tredje runde    |

#### Wildcards
Syv par modtog et wildcard til hovedturneringen.
| Par                                  | Resultat     |
| ------------------------------------ | ------------ |
| Tessah Andrianjafitrimo Chloé Paquet | Første runde |
| Clara Burel Jessika Ponchet          | Første runde |
| Alizé Cornet Pauline Parmentier      | Første runde |
| Aubane Droguet Séléna Janicijevic    | Første runde |
| Leylah Annie Fernandez Diane Parry   | Første runde |
| Amandine Hesse Harmony Tan           | Første runde |
| Elsa Jacquemot Elixane Lechemia      | Første runde |

### Resultater

#### Kvartfinaler, semifinaler og finale
| Alexa Guarachi   |
| Desirae Krawczyk |

| Shuko Aoyama  |
| Ena Shibahara |

| Alexa Guarachi   |
| Desirae Krawczyk |

| Asia Muhammad  |
| Jessica Pegula |

| Nicole Melichar |
| Iga Świątek     |

| Nicole Melichar |
| Iga Świątek     |

| Alexa Guarachi   |
| Desirae Krawczyk |

| Sofia Kenin           |
| Bethanie Mattek-Sands |

| Tímea Babos         |
| Kristina Mladenovic |

| Barbora Krejčíková |
| Kateřina Siniaková |

| Barbora Krejčíková |
| Kateřina Siniaková |

| Marta Kostjuk         |
| Aljaksandra Sasnovitj |

| Tímea Babos         |
| Kristina Mladenovic |

| Tímea Babos         |
| Kristina Mladenovic |

#### Første, anden og tredje runde
| Hsieh Su-Wei     |
| Barbora Strýcová |

| Maria Sanchez |
| Astra Sharma  |

| Hsieh Su-Wei     |
| Barbora Strýcová |

| Marie Bouzková |
| Arantxa Rus    |

| Marie Bouzková |
| Arantxa Rus    |

| Ana Bogdan       |
| Rebecca Peterson |

| Hsieh Su-Wei     |
| Barbora Strýcová |

| L. Pattinama Kerkhove |
| Bibiane Schoofs       |

| Alexa Guarachi   |
| Desirae Krawczyk |

| Lauren Davis       |
| Sabrina Santamaria |

| Lauren Davis       |
| Sabrina Santamaria |

| Ellen Perez   |
| Storm Sanders |

| Alexa Guarachi   |
| Desirae Krawczyk |

| Alexa Guarachi   |
| Desirae Krawczyk |

| Hayley Carter |
| Luisa Stefani |

| Aliona Bolsova |
| Ulrikke Eikeri |

| Hayley Carter |
| Luisa Stefani |

| Tessah Andrianjafitrimo |
| Chloé Paquet            |

| Miyu Kato       |
| Tamara Zidanšek |

| Miyu Kato       |
| Tamara Zidanšek |

| Hayley Carter |
| Luisa Stefani |

| Andrea Petkovic  |
| Yanina Wickmayer |

| Shuko Aoyama  |
| Ena Shibahara |

| Cornelia Lister |
| Shelby Rogers   |

| Cornelia Lister |
| Shelby Rogers   |

| Bernarda Pera   |
| Renata Voráčová |

| Shuko Aoyama  |
| Ena Shibahara |

| Shuko Aoyama  |
| Ena Shibahara |

| Elise Mertens   |
| Aryna Sabalenka |

| Irina-Camelia Begu |
| Raluca Olaru       |

| Elise Mertens   |
| Aryna Sabalenka |

| Asia Muhammad  |
| Jessica Pegula |

| Asia Muhammad  |
| Jessica Pegula |

| Vera Lapko        |
| Dajana Jastremska |

| Asia Muhammad  |
| Jessica Pegula |

| Amandine Hesse |
| Harmony Tan    |

| Cori Gauff   |
| Caty McNally |

| Kateryna Kozlova |
| Magda Linette    |

| Kateryna Kozlova |
| Magda Linette    |

| Aubane Droguet     |
| Séléna Janicijevic |

| Cori Gauff   |
| Caty McNally |

| Cori Gauff   |
| Caty McNally |

| Laura Siegemund |
| Vera Zvonarjova |

| Alizé Cornet       |
| Pauline Parmentier |

| Laura Siegemund |
| Vera Zvonarjova |

| Nicole Melichar |
| Iga Świątek     |

| Nicole Melichar |
| Iga Świątek     |

| Xenia Knoll   |
| Danka Kovinić |

| Nicole Melichar |
| Iga Świątek     |

| Alison Riske     |
| Ajla Tomljanović |

| Květa Peschke |
| Demi Schuurs  |

| Vivian Heisen      |
| Emily Webley-Smith |

| Alison Riske     |
| Ajla Tomljanović |

| Nao Hibino      |
| Makoto Ninomiya |

| Květa Peschke |
| Demi Schuurs  |

| Květa Peschke |
| Demi Schuurs  |

| Veronika Kudermetova |
| Zhang Shuai          |

| Anna Blinkova    |
| Christina McHale |

| Veronika Kudermetova |
| Zhang Shuai          |

| Greet Minnen        |
| Alison Van Uytvanck |

| Greet Minnen        |
| Alison Van Uytvanck |

| Lara Arruabarrena |
| Heather Watson    |

| Veronika Kudermetova |
| Zhang Shuai          |

| Nina Stojanović |
| Jil Teichmann   |

| Sofia Kenin           |
| Bethanie Mattek-Sands |

| Leylah Annie Fernandez |
| Diane Parry            |

| Nina Stojanović |
| Jil Teichmann   |

| Paula Badosa    |
| Jelena Rybakina |

| Sofia Kenin           |
| Bethanie Mattek-Sands |

| Sofia Kenin           |
| Bethanie Mattek-Sands |

| Viktória Kužmová  |
| Kristýna Plíšková |

| Laura Ioana Paar |
| Julia Wachaczyk  |

| Viktória Kužmová  |
| Kristýna Plíšková |

| Jekaterina Aleksandrova |
| Oksana Kalasjnikova     |

| Jekaterina Aleksandrova |
| Oksana Kalasjnikova     |

| Elsa Jacquemot   |
| Elixane Lechemia |

| Viktória Kužmová  |
| Kristýna Plíšková |

| Anna-Lena Friedsam |
| Katarina Srebotnik |

| Barbora Krejčíková |
| Kateřina Siniaková |

| Jennifer Brady    |
| Caroline Dolehide |

| Jennifer Brady    |
| Caroline Dolehide |

| Clara Burel     |
| Jessika Ponchet |

| Barbora Krejčíková |
| Kateřina Siniaková |

| Barbora Krejčíková |
| Kateřina Siniaková |

| Gabriela Dabrowski |
| Jeļena Ostapenko   |

| Zarina Dijas    |
| Arina Rodionova |

| Gabriela Dabrowski |
| Jeļena Ostapenko   |

| Misaki Doi       |
| Monica Niculescu |

| Misaki Doi       |
| Monica Niculescu |

| Irina Bara    |
| Fanny Stollár |

| Gabriela Dabrowski |
| Jeļena Ostapenko   |

| Kirsten Flipkens  |
| A. Pavljutjenkova |

| Marta Kostjuk         |
| Aljaksandra Sasnovitj |

| Kateryna Bondarenko |
| Sharon Fichman      |

| Kirsten Flipkens  |
| A. Pavljutjenkova |

| Marta Kostjuk         |
| Aljaksandra Sasnovitj |

| Marta Kostjuk         |
| Aljaksandra Sasnovitj |

| Lucie Hradecká |
| Andreja Klepač |

| Ljudmyla Kitjenok |
| Nadiia Kitjenok   |

| Varvara Gratjeva |
| Jasmine Paolini  |

| Varvara Gratjeva |
| Jasmine Paolini  |

| Andreea Mitu       |
| Patricia Maria Țig |

| Andreea Mitu       |
| Patricia Maria Țig |

| Madison Brengle |
| Jana Sizikova   |

| Andreea Mitu       |
| Patricia Maria Țig |

| A.K. Schmiedlová  |
| Katarina Zavatska |

| Tímea Babos         |
| Kristina Mladenovic |

| Kaitlyn Christian |
| Giuliana Olmos    |

| Kaitlyn Christian |
| Giuliana Olmos    |

| Anna Kalinskaja   |
| Julija Putintseva |

| Tímea Babos         |
| Kristina Mladenovic |

| Tímea Babos         |
| Kristina Mladenovic |